# Massacre de Salsipuedes

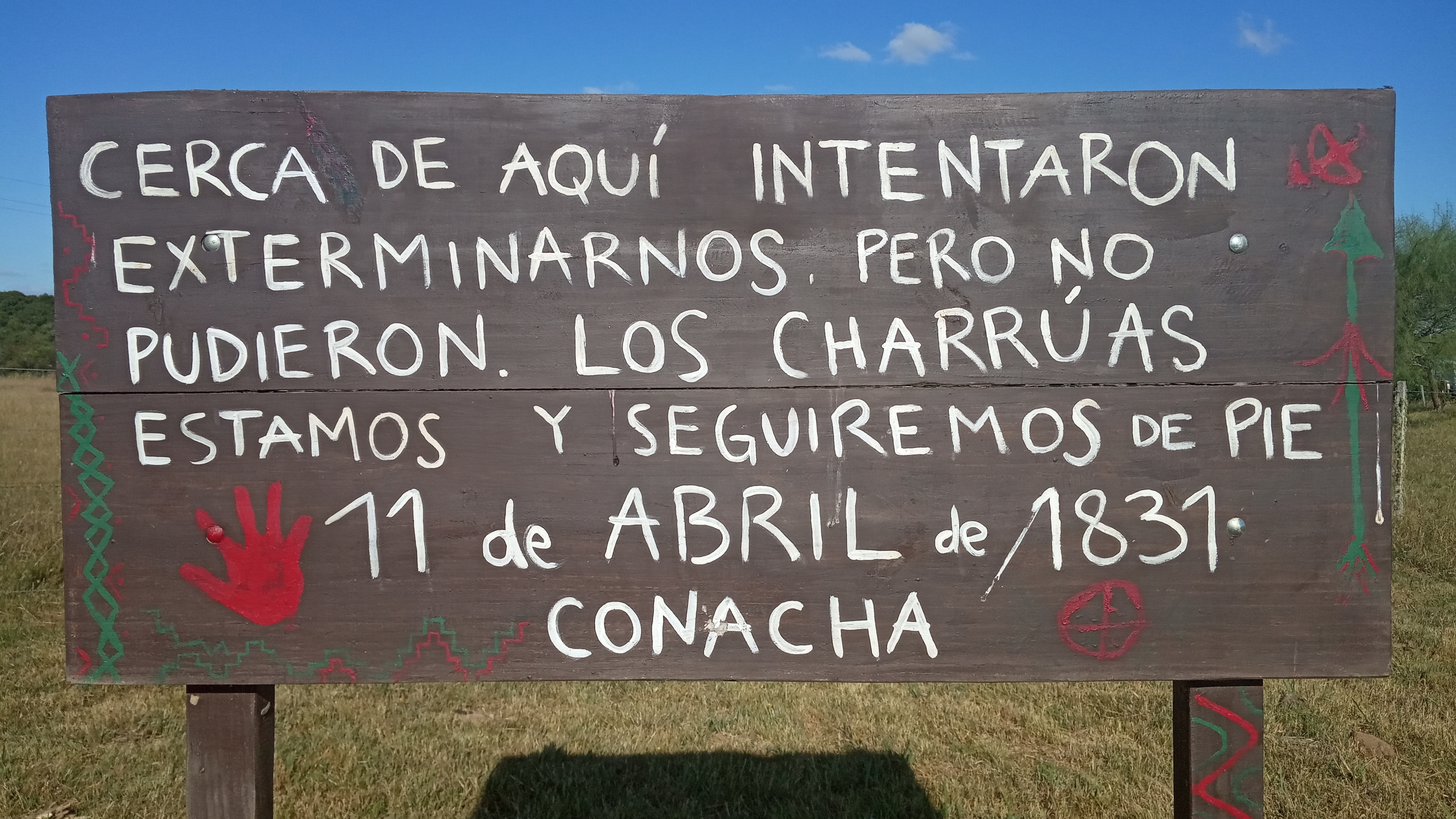
Placa alusiva ao massacre

O massacre de Salsipuedes, também referido como matança de Salsipuedes ou genocídio de Salsipuedes, ocorreu em 11 de abril de 1831, nas proximidades do arroio Salsipuedes. Foi a primeira de uma série de ações de uma campanha de extermínio dos charruas, empreendida nos primórdios da República Oriental do Uruguai.

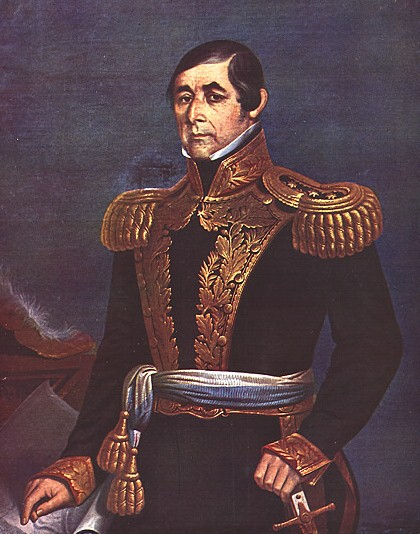
Fructuoso Rivera

O próprio Juan Lavalleja, líder dos 33 Orientales, em carta datada de fevereiro de 1830, já havia recomendado ao presidente da República, Fructuoso Rivera, que adotasse as providências "mais ativas e eficazes" para a segurança dos habitantes e a garantia das propriedades afetadas pelos charruas: malvados, não conhecem freio algum que os contenha, e não se poderia deixá-los livres às suas inclinações naturais.
O massacre foi ideado  por Fructuoso Rivera e  comandado por seu sobrinho Bernabé Rivera, segundo se relata, com base em um embuste. Os caciques haviam sido convidados a um encontro para organizar a defesa das fronteiras do novo país. Os índios que compareceram foram mortos ou aprisionados e enviados a Montevidéu como escravos em boa parte. Outros tantos conseguem escapar da emboscada, entre eles o Cacique Sepé. Este, posteriormente, viria a conduzir o justiçamento de Bernabé, que acabou sendo morto por um grupo dos Charrúas sobreviventes.

## Referencias
1. ↑  CORTE, Jose Ignacio (6 de maio de 2019). «EM BUSCA DA MEMÓRIA E DA IDENTIDADE: A RESISTÊNCIA DO POVO CHARRUA NO URUGUAI.». web.archive.org. UNIRIO/RJ. p. 15. Consultado em 8 de maio de 2019
2. ↑  ACOSTA Y LARA, Eduardo (1989). LA GUERRA DE LOS CHARRÚAS (PDF). Montevideo: LIBRERIA LINARDI Y RISSO. Consultado em 8 de maio de 2019